# Christine Lamer
Christine Lamer, née Lise Laplante, est une comédienne et animatrice québécoise née le 27 octobre 1953.

## Biographie

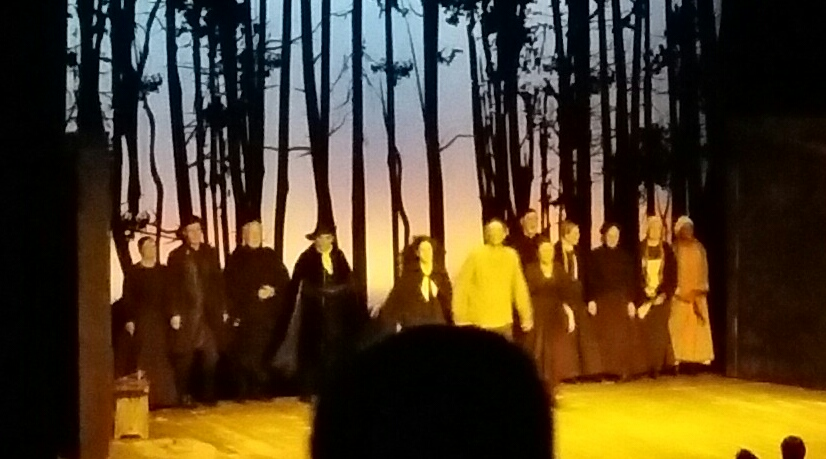
Les acteurs et actrices de Les Sorcières de Salem (avec Christine Lamer) dans la salle André-Mathieu à Laval.

Christine Lamer est la fille de Marcel Laplante, réalisateur à la Télévision de Radio-Canada et de Cécile Corbeil, soprano et petite-cousine du chanteur Paul-Émile Corbeil, le créateur du Vieux vagabond.
Aînée d'une famille de cinq enfants, elle fait ses études collégiales à Vincent-D'Indy en piano. Elle étudie également la danse au studio Louise Lapierre.
À la fin de la saison 1972-1973 de l'émission Bobino, Paule Bayard qui, depuis 1960, avait été la marionnettiste et la voix de Bobinette tombe gravement malade et on doit lui trouver un remplaçant dans les plus brefs délais afin de compléter les 14 dernières émissions de la saison. C'est Marcel Laplante, qui était alors le réalisateur de l'émission Bobino, qui eut l'idée d'engager sa fille. Tout à fait à l'aise dans ce nouveau métier, Christine Lamer obtient le poste pour tout le reste de la série qui s'est terminé en 1985. Depuis la fin de l'émission Bobino, au grand plaisir des bobinophiles, Christine Lamer se produit en public, de temps à autre, avec Bobinette.
Christine Lamer est également connue pour avoir tenu le rôle-titre dans le téléroman Marisol et Jackie Levy dans le téléroman L'Or du temps. Elle est également connue pour l'animation de plusieurs émissions de télévision et de radio. Parallèlement, elle a joué au théâtre.
Christine Lamer est l'épouse de Denys Bergeron. Ce dernier est le fils d'Henri Bergeron.

## Émissions de radio
- 1972 : CKLM : animatrice avec Robert Arcand
- 1973 : CKLM : présentatrice du bulletin de circulation
- 1973 : CKAC : présentatrice météo
- 2008 à 2010 : Radio Boomer : animatrice de Christine Lamer en direct

## Émissions de télévision
- 1973 - 1985 : Bobino: Marionnettiste et voix de Bobinette
- 1978 - 1982 : Le Clan Beaulieu (série TV) : Geneviève Beaudoin
- 1980 - 1983 : Marisol (série TV) : Marisol O'Brien
- 1985 - 1993 : L'Or du temps (série TV) : Jackie Lévy
- 1987 - 1994 : Les Anges du matin : animatrice avec Denys Bergeron
- 1987 - 1994 : La Cuisine des anges : animatrice
- 1994 - 1995 : Les Christine : animatrice avec Christine Chartrand
- 1994 - 1995 : Le Mec à dames : animatrice avec Jean-Pierre Coallier
- 2007 : La Boîte à Souvenirs : présentatrice
- 2020 : L'âge d'or : Odile Delisle[3]

## Théâtre
- 1975 : La Pétaudière de Roland Lepage
- 1983 : Le Bonheur, c’est pas bon pour la santé de Louise Matteau
- 1986 : Je t’aime clé en main de Kevin Wade
- 1987 : À rideaux tirés de Earl Barrett et Arne Sultan
- 1997 : Ciel, ma mère! de Clive Exton : Marie-Thérèse
- 1998 : Une nuit chez-vous… madame de Jean de Letraz : Hughette
- 2000 : La Surprise de Pierre Sauvil
- 2001 et 2002 : Même jour même heure l’an prochain de Bernard Slade : Doris
- 2004 : Chérie, l’intrus reste à souper de Yves Amyot
- Depuis 2006 : participation dans Les Rendez-vous amoureux et Les Rendez-vous au cœur du théâtre. Selon les représentations, auteurs variés à partir d'une mise en lecture par Martin Lavigne : une production de La Comédie Humaine
- 2008: Feu la mère de madame de Georges Feydeau : Yvonne
- 2010: Bousille et les justes de Gratien Gélinas : Aurore
- 2010 et 2011 : Les Palmes de monsieur Schutz : Georgette Robert, une production de La Comédie Humaine
- 2011 à 2014 : Dix petits nègres d'Agatha Christie : Émilie Brent, une production de La Comédie Humaine
- 2015 à 2016 : Les Sorcières de Salem d'Arthur Miller : Rebecca Nurse, une production de La Comédie Humaine
- 2016 à 2018 : Pygmalion de George Bernard Shaw : Madame Higgins, une production de La Comédie Humaine